# Frontière entre le Cameroun et le Nigeria

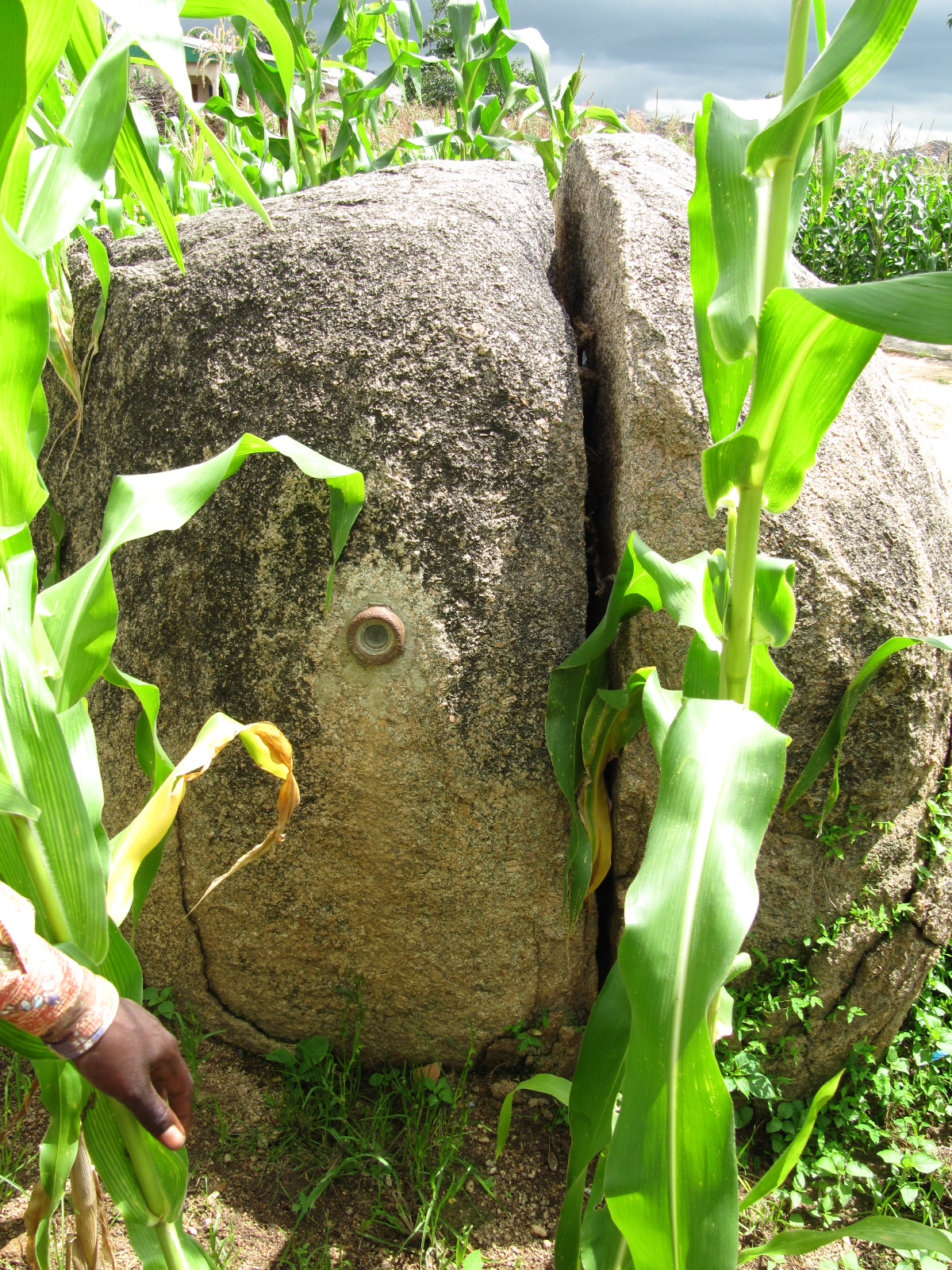
Marquage géodésique indiquant la frontière entre les deux pays (2012).

La frontière entre le Cameroun et le Nigeria est la frontière séparant le Cameroun et le Nigeria. Son tracé résulte d'un traité anglo-allemand de 1913 (le Nigeria étant alors sous domination britannique et le Cameroun sous domination allemande) et de révisions effectuées par la suite par, dans un premier temps, la France et le Royaume-Uni, puissances colonisatrices, et depuis leur indépendance, le Cameroun et le Nigeria.

## Litiges frontaliers
Des tensions ont longtemps opposé les deux États au sujet de leur frontière, en raison d'enjeux économiques (hydrocarbures de Bakassi) et de sécurité intérieure (en particulier parce que le Nigeria doit faire face à un mouvement insurrectionnel dans le Sud-Est et procédait régulièrement à des incursions armées en territoire camerounais). 
Le principal point de désaccord portait sur la péninsule de Bakassi (environ 1 000 km²) et des eaux territoriales  qui y sont rattachées, dont le sous-sol est riche en hydrocarbures. Le Nigeria avait reconnu la souveraineté camerounaise sur Bakassi en 1975, par l'accord de Maroua, mais par la suite le gouvernement nigérian a dénoncé cet accord, allant jusqu'à occuper militairement la péninsule à certaines périodes. Bakassi a été attribuée au Cameroun par un jugement de la Cour internationale de justice rendu le 10 octobre 2002, que les autorités nigérianes ont fini par accepter d'appliquer ; elles ont rétrocédé la péninsule au Cameroun le 14 août 2008. 
L'autre point litigieux était le lac Tchad, en particulier l'île de Darak. Du point de vue du Cameroun, la frontière avait été fixée par une déclaration franco-britannique (déclaration Milner-Simon) de 1919, alors que du point de vue nigérian, la délimitation de la frontière était restée en suspens. Dans son arrêt du 10 octobre 2002, la CIJ a considéré que les déclarations franco-britanniques successives délimitent bien la frontière entre le Cameroun et le Nigeria dans la région du lac Tchad, et a conclu à la souveraineté du Cameroun sur la région contestée. Le 27 juin 2024, Le Cameroun et le Nigeria  se mettent d'accord lors de la 20e session extraordinaire de leur commission mixte. le Nigeria accepte de ne pas saisir la Cour internationale de Justice pour résoudre les derniers points frontaliers litigieux en suspens.

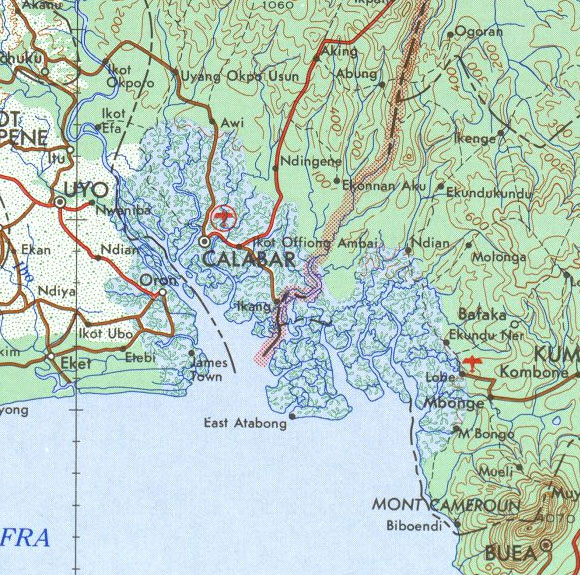
Carte de la frontière à proximité de la côte atlantique.